# اوزنزیا
اوزنزیا (به لاتین: Uznezya) یک منطقهٔ مسکونی در روسیه است که در جمهوری آلتای واقع شده‌است.